# Stadler GTW
De Stadler GTW (voluit Gelenktriebwagen) is een type van elektrische en dieselelektrische treinstellen van de Zwitserse fabriek Stadler Rail AG, bestemd voor het regionaal personenvervoer en opgebouwd volgens een modulair concept.
In Nederland is er een aantal versies van de GTW in gebruik: de Spurt en Limburgse GTW (voormalige Velios van Veolia) van Arriva, de R-net van Qbuzz, de Hermes GTW van Hermes en voorheen ook de Connexxion GTW van Connexxion (Valleilijn).

## Geschiedenis
Het treinstel werd aan het eind van de 20e eeuw door Stadler ontworpen en ontwikkeld. De treinen voor Deutsche Bahn (DB) en Hessische Landesbahn (HLB) werden in licentie bij Bombardier Werk Bautzen en voor de Organismos Sidirodromon Ellados (OSE) bij Hellenic Shipyards gebouwd. Van de treinen voor Sistemi Territoriali (ST) worden de draaistellen door AnsaldoBreda vervaardigd.
Op 12 februari 2013 werd in Stadler-Inbetriebsetzungszentrum te Erlen de 100ste GTW aan Thurbo afgeleverd. In 1996 bouwde Stadler Rail de eerste dieselelektrisch aangedreven GTW treinstellen voor de voormalige Mittelthurgaubahn (MThB). Twee jaar later volgden tien elektrisch aangedreven GTW treinstellen.

## Constructie en techniek
Het treinstel is opgebouwd uit een aluminium frame met een frontdeel van GVK. De modulair opgebouwde treinen bestaan uit een aandrijfmodule met aan beide zijden een stuurstandrijtuig. Er kunnen naar wens extra rijtuigen tussen geplaatst worden. Een GTW is "zwevend geleed": ieder rijtuig heeft aan één uiteinde een draaistel en hangt aan het andere uiteinde aan de aandrijfmodule of aan het volgende rijtuig.
Het treinstel heeft een lagevloerdeel. Deze treinstellen kunnen tot vier stuks gecombineerd in treinschakeling rijden. Zij zijn uitgerust met luchtvering.

## Inzet
De treinen zijn ingezet in de volgende landen bij verschillende spoorwegondernemingen:

### Nederland
| Inzetgebied | Afbeelding | Vervoerder                             | In dienst gesteld   | Aantal | Aantal rijtuigen | Aandrijving                 |
| --- | ---------- | -------------------------------------- | ------------------- | ------ | ---------------- | --------------------------- |
| Groningen / Friesland (Spurt) - RS1: Leeuwarden - Groningen - RE1: Leeuwarden - Groningen - RS2: Leeuwarden - Harlingen Haven - RS3: Leeuwarden - Sneek - Stavoren - RE3: Leeuwarden - Sneek - RS4: Groningen - Roodeschool (- Eemshaven) - RS5: Groningen - Delfzijl - RS6: Groningen - Bad Nieuweschans - Leer (D) - RE6: Groningen - Winschoten - RS7: Groningen - Veendam |            | Arriva                                 | 2006-2007 2009-2010 | 43 8   | 2 en 3           | Dieselelektrisch            |
| Achterhoek – Rivierenland (Spurt) - RS33: Tiel – Arnhem - RS32: Arnhem – Winterswijk - RS31: Winterswijk – Zutphen - RE30: Winterswijk – Zutphen – Apeldoorn - RS30: Zutphen – Apeldoorn |            | Arriva                                 | 2012                | 24     | 2 en 3           | Dieselelektrisch            |
| Limburg (Velios/Limburgse GTW) - RS11: Nijmegen – Venlo – Roermond |            | Veolia (2007-2016) Arriva (2016-heden) | 2007-2009           | 16     | 2 en 3           | Dieselelektrisch            |
| Limburg (Velios/Limburgse GTW) - RS18: Maastricht Randwyck – Kerkrade Centrum |            | Veolia (2007-2016) Arriva (2016-heden) | 2007-2009           | 8      | 2 en 3           | Gelijkstroom / Bovenleiding |
| Arnhem Nijmegen (Hermes GTW) - RS32: Arnhem – Doetinchem |            | Hermes                                 | 2012                | 9      | 3                | Dieselelektrisch            |
| MerwedeLingelijn (Spurt/R-net) - Geldermalsen – Dordrecht |            | Arriva (2008-2018) Qbuzz (2018-heden)  | 2008 2011           | 8 2    | 2 en 3           | Gelijkstroom / Bovenleiding |
| Valleilijn (Connexxion GTW) - RS34: Amersfoort Centraal – Ede-Wageningen (Sinds 12 december 2016 is de enige Connexxion GTW verhuisd van de Valleilijn naar de Vechtdallijnen en eigendom van Arriva) |            | Connexxion                             | 2013                | 1      | 3                | Gelijkstroom / Bovenleiding |
| Vechtdallijnen (Spurt) + (Connexxion GTW) - RS20/RE20: Zwolle – Emmen (Sinds 12 december 2016 is de enige Connexxion GTW verhuisd van de Valleilijn naar de Vechtdallijnen en eigendom van Arriva) |            | Arriva                                 | 2012 2016 (2013)    | 14 1   | 2 en 3           | Gelijkstroom / Bovenleiding |

### Duitsland
| Serie          | Afbeelding | Vervoerder                   | In dienst gesteld | Aantal      | Aantal rijtuigen | Aandrijving      |
| -------------- | ---------- | ---------------------------- | ----------------- | ----------- | ---------------- | ---------------- |
| Baureihe 646.0 |            | DB Regio                     | 2000-2002         | 30          | 2                | Dieselelektrisch |
| Baureihe 646.1 |            | Usedomer Bäderbahn (UBB)     | 2000-2002         | 14 + 9 = 23 | 2                | Dieselelektrisch |
| Baureihe 646.2 |            | Kurhessenbahn, DB Regio      | 2003              | 9           | 2                | Dieselelektrisch |
| Baureihe 646.2 |            | Dreieichbahn, DB Regio       | 2003              | 4           | 2                | Dieselelektrisch |
| VT 100         |            | Hessische Landesbahn (HLB)   | 1999-2001         | 30          | 2                | Dieselelektrisch |
| VT 646         |            | Ostdeutsche Eisenbahn (ODEG) | 2011              | 6           | 2                | Dieselelektrisch |

### Frankrijk
| Serie | Afbeelding | Vervoerder                          | In dienst gesteld | Aantal | Aantal rijtuigen | Aandrijving                 |
| ----- | ---------- | ----------------------------------- | ----------------- | ------ | ---------------- | --------------------------- |
| Z 150 |            | Ligne de Cerdagne                   | 2004              | 2      | 2                | Gelijkstroom / Stroomrail   |
| Z 00  |            | Panoramique des Dômes (Puy de Dôme) | 2012              | 4      | 2                | Gelijkstroom / Bovenleiding |

### Griekenland
| Serie | Afbeelding | Vervoerder                            | In dienst gesteld | Aantal | Aantal rijtuigen | Aandrijving      |
| ----- | ---------- | ------------------------------------- | ----------------- | ------ | ---------------- | ---------------- |
| 560   |            | Organismos Sidirodromon Ellados (OSE) | 2003              | 17     | 2                | Dieselelektrisch |
| 4501  |            | Organismos Sidirodromon Ellados (OSE) | 2004              | 12     | 2                | Dieselelektrisch |
| 3107  |            | Organismos Sidirodromon Ellados (OSE) | 2007              | 4      | 3                | Dieselelektrisch |

### Italië
| Serie           | Afbeelding | Vervoerder                                              | In dienst gesteld | Aantal  | Aantal rijtuigen | Aandrijving      |
| --------------- | ---------- | ------------------------------------------------------- | ----------------- | ------- | ---------------- | ---------------- |
| ATR 200         |            | Ferrovie del Sud-Est (FSE), ex Mittelthurgaubahn (MThB) | 1996              | 3       | 2                | Dieselelektrisch |
| ATR 100         |            | Societá Automobilistica Dolomiti (SAD)                  | 2005              | 12 (11) | 2                | Dieselelektrisch |
| ATR 110 ATR 120 |            | Sistemi Territoriali (ST)                               | 2007, 2009        | 2 2     | 2 en 4           | Dieselelektrisch |
| ATR 110         |            | Ferrovie Udine Cividale srl (FUC)                       | 2006              | 2       | 2                | Dieselelektrisch |
| ATR 115         |            | Ferrovie Nord Milano Spa (FNM Group)                    | 2011              | 8       | 2                | Dieselelektrisch |
| ATR 125         |            | Trenord                                                 | 2011              | 11      | 4                | Dieselelektrisch |

### Oostenrijk
| Serie      | Afbeelding | Vervoerder                                                          | In dienst gesteld | Aantal | Aantal rijtuigen | Aandrijving                              |
| ---------- | ---------- | ------------------------------------------------------------------- | ----------------- | ------ | ---------------- | ---------------------------------------- |
| ET 22      |            | Linzer Lokalbahn (LILO), Stern & Hafferl Verkehrsgesellschaft (StH) | 2000              | 14     | 2                | Gelijkstroom-Wisselstroom / Bovenleiding |
| serie 4062 |            | Steiermärkische Landesbahnen (StLB)                                 | 2010              | 3      | 2                | Wisselstroom / Bovenleiding              |
| serie 5062 |            | Steiermärkische Landesbahnen (StLB)                                 | 2010              | 3      | 2                | Dieselelektrisch                         |
| serie 5063 |            | Graz-Köflacher Bahn und Busbetrieb GmbH (GKB)                       | 2010              | 13     | 3                | Dieselelektrisch                         |

### Spanje
| Serie         | Afbeelding | Vervoerder                                        | In dienst gesteld | Aantal | Aantal rijtuigen | Aandrijving                   |
| ------------- | ---------- | ------------------------------------------------- | ----------------- | ------ | ---------------- | ----------------------------- |
| FGC AM1 - AM5 |            | Ferrocarrils de la Generalitat de Catalunya (FGC) | 2003              | 5      | 2                | Gelijkstroom / Bovenleiding   |
| FGC A10 - A11 |            | Ferrocarrils de la Generalitat de Catalunya (FGC) | 2003              | 2      | 2                | Gelijkstroom / Bovenleiding   |
| FGC serie 331 |            | Ferrocarrils de la Generalitat de Catalunya (FGC) | 2016              | 2      | 2                | Dieselelektrisch (Breedspoor) |

### Slowakije
| Serie       | Afbeelding | Vervoerder                             | In dienst gesteld | Aantal | Aantal rijtuigen | Aandrijving                 |
| ----------- | ---------- | -------------------------------------- | ----------------- | ------ | ---------------- | --------------------------- |
| ZSSK 840    |            | Železničná spoločnosť Slovensko (ZSSK) | 2003              | 6      | 2                | Dieselelektrisch            |
| ZSSK 425.95 |            | Železničná spoločnosť Slovensko (ZSSK) | 2001              | 15     | 2                | Gelijkstroom / Bovenleiding |
| ZSSK 495.95 |            | Železničná spoločnosť Slovensko (ZSSK) | 2021              | 5      | 2                | Gelijkstroom / Bovenleiding |

### Verenigde Staten
| Serie           | Afbeelding | Vervoerder                                                        | In dienst gesteld | Aantal | Aantal rijtuigen | Aandrijving      |
| --------------- | ---------- | ----------------------------------------------------------------- | ----------------- | ------ | ---------------- | ---------------- |
| NJ DMU 2/6      |            | New Jersey Transit (NJT)                                          | 2004              | 20     | 2                | Dieselelektrisch |
| CMR DMU 2/6     |            | Capital Metropolitan Transportation Authority, Austin, Texas, USA | 2008              | 8      | 2                | Dieselelektrisch |
| A-train DMU 2/6 |            | Denton County Transportation Authority (DCTA), Texas, USA         | 2010 2011-2012    | 11 6   | 2                | Dieselelektrisch |
| BART DMU 2/6    |            | Bay Area Rapid Transit, San Francisco Bay Area, Californië, USA   | 2014              | 8      | 2                | Dieselelektrisch |

### Zwitserland
| Serie                       | Afbeelding | Vervoerder                               | In dienst gesteld   | Aantal                                      | Aantal rijtuigen | Aandrijving                 |
| --------------------------- | ---------- | ---------------------------------------- | ------------------- | ------------------------------------------- | ---------------- | --------------------------- |
| Bm 596                      |            | MThB, sinds 2007: FSE                    | 1996                | 3                                           | 2                | Dieselelektrisch            |
| RABe 526.2                  |            | BLS, sinds 2013: SBB, sinds 2018: Thurbo | 2004                | 7 + 6 = 13                                  | 3                | Wisselstroom / Bovenleiding |
| RABe 526.6                  |            | Thurbo ex MThB                           | 1998                | 10                                          | 2                | Wisselstroom / Bovenleiding |
| RABe 526.7                  |            | Thurbo                                   | 2003                | 41                                          | 2                | Wisselstroom / Bovenleiding |
| RABe 526.7                  |            | Thurbo                                   | 2004 2005 2012/2013 | 29 10 12                                    | 3                | Wisselstroom / Bovenleiding |
| RABe 520                    |            | SBB                                      | 2002                | 17                                          | 3                | Wisselstroom / Bovenleiding |
| Be 2/6                      |            | BTI                                      | 1997-2007           | 9                                           | 2                | Gelijkstroom / Bovenleiding |
| Be 2/6                      |            | CEV (Goldepass)                          | 1997                | 4 in 2017 verkocht 3× naar BTI 1× naar MIB) | 2                | Gelijkstroom / Bovenleiding |
| Be 2/6                      |            | YSteC                                    | 2001                | 2                                           | 2                | Wisselstroom / Bovenleiding |
| ABe 2/6                     |            | CJ                                       | 2001                | 4                                           | 2                | Gelijkstroom / Bovenleiding |
| ABeh 2/6 (7501-7508) (SURF) |            | MVR                                      | 2015                | 4                                           | 2                | Gelijkstroom / Bovenleiding |
| Beh 2/6 (541-547) (SURF)    |            | TPC voor AOMC                            | 2015                | 7                                           | 2                | Gelijkstroom / Bovenleiding |